# Valerie Adams
Valerie Kasanita Adams, anteriorment coneguda com a Valerie Vili (Rotorua, Nova Zelanda, 6 d'octubre de 1984), és una atleta neozelandesa especialista en llançament de pes que ha estat campiona olímpica a Pequín 2008 i Londres 2012, i campiona mundial a l'aire lliure a Osaka 2007, Berlín 2009, Daegu 2011 i Moscou 2013. És la primera dona que ha obtingut quatre medalles d'or consecutives en mundials. A més, també ha guanyat tres mundials en pista coberta. El 2014 va ser reconeguda com l'Atleta de l'any, en la branca femenina, per part de la IAAF.

## Trajectòria esportiva
En els Jocs de Londres 2012 havia sortit segona amb un llançament de 20,70 metres, només per darrere de la llançadora belarussa Nadzeya Ostapchuk, però aquesta va donar positiu en dos controls antidopatge realitzats un dia abans de la final i un altre just després la prova. D'aquesta forma, van donar la medalla d'or a Valerie Adams, que va obtenir així el seu segon títol olímpic en llançament de pes.
Té una millor marca de 21,24 metres aconseguida el 2011 a Daegu.
Valerie Adams és una dels 18 fills que va tenir Sid Adams, un mariner anglès, amb cinc dones diferents. Tots els germans posseeixen una alta alçada i gran grandària. El seu germà menor, Steven Adams (n. 1993), és jugador de bàsquet de l'NBA.

## Resultats
| Any  | Competició                         | Lloc           | Resultat | Marca    |
| ---- | ---------------------------------- | -------------- | -------- | -------- |
| 1999 | Campionat Mundial Juvenil          | Bydgoszcz      | 10ª      | 12,82 m  |
| 2001 | Campionat Mundial Juvenil          | Debrecen       | 1ª       | 16,87 m  |
| 2002 | Jocs de la Mancomunitat            | Mánchester     | 2ª       | 17,45 m  |
| 2002 | Campionat Mundial Junior           | Kingston       | 1ª       | 17,73 m  |
| 2002 | Copa del Món                       | Madrid         | 6ª       | 18,40 m  |
| 2003 | Campionat Mundial                  | París          | 5ª       | 18,65 m  |
| 2004 | Campionat Mundial Indoor           | Budapest       | Elim.    | 18,22 m  |
| 2004 | Jocs Olímpics                      | Atenes         | 8ª       | 18,56 m  |
| 2005 | Campionat Mundial                  | Hèlsinki       | 3ª       | 19,62 m  |
| 2005 | Final Mundial de la IAAF           | Mònaco         | 2ª       | 19,55 m  |
| 2006 | Jocs de la Mancomunitat            | Melbourne      | 1ª       | 19,66 m  |
| 2006 | Final Mundial de la IAAF           | Stuttgart      | 2ª       | 19,64 m  |
| 2006 | Copa del Món                       | Atenes         | 1ª       | 19,87 m  |
| 2007 | Campionat Mundial                  | Osaka          | 1ª       | 20,54 m  |
| 2007 | Final Mundial de la IAAF           | Stuttgart      | 2ª       | 20,40 m  |
| 2008 | Campionat Mundial Indoor           | València       | 1ª       | 20,19 m  |
| 2008 | Jocs Olímpics                      | Pequín         | 1ª       | 20,56 m  |
| 2009 | Campionat Mundial                  | Berlín         | 1ª       | 20,44 m  |
| 2009 | Final Mundial de la IAAF           | Salónica       | 1ª       | 21,07 m  |
| 2010 | Campionat Mundial Indoor           | Doha           | 2ª       | 20,49 m  |
| 2010 | Lliga de Diamant                   | 2ª             |          |          |
| 2010 | Copa Continental de la IAAF        | Split          | 1ª       | 20,86 m  |
| 2011 | Campionat Mundial                  | Daegu          | 1ª       | 21,24 m  |
| 2011 | Lliga de Diamant                   | 1ª             |          |          |
| 2012 | Campionat Mundial Indoor           | Istanbul       | 1ª       | 20,54 m  |
| 2012 | Jocs Olímpics                      | Londres        | 1ª ()    | 20,70 m* |
| 2013 | Campionat Mundial                  | Moscou         | 1ª       | 20,88 m  |
| 2014 | Campionat Mundial en Pista Coberta | Sopot          | 1ª       | 20,67 m  |
| 2016 | Campionat Mundial en Pista Coberta | Portland       | 3ª       | 19,25 m  |
| 2016 | Jocs Olímpics                      | Rio de Janeiro | 2ª       | 20,42 m  |

- () Després de desqualificació per dopatge de Nadzeya Ostapchuk.